# Список награждённых Патриаршим наперсным крестом
|  | после 1997 года |
|  | до 1997 года    |

В списке перечислены священнослужители Русской православной церкви, награждённые Патриаршим наперсным крестом — высшим знаком признания заслуг протоиерея или архимандрита.
Награждение им производится в исключительных случаях за особые церковные заслуги по воле и указом Святейшего Патриарха Московского и всея Руси независимо от выслуги лет и предшествующих наград.
Список добавляемый и выстроен по времени награждения.

## Русская православная церковь
1. Протоиерей Александр Смирнов (21.05.1947)[1]
2. Протоиерей Александр Присадский (21.02.1948)
3. Протоиерей Николай Колчицкий (1957)
4. Протоиерей Павел Лепёхин (1958)
5. Архимандрит Дионисий (Лукин) (1959)[2]
6. Протоиерей Константин Ружицкий (1959)
7. Протоиерей Александр Толгский (1959)
8. Протоиерей Димитрий Делекторский (1960)[3]
9. Протоиерей Василий Минкевич (1960)
10. Протоиерей Александр Медведский (1961)
11. Протоиерей Михаил Сперанский (1966)
12. Протоиерей Пётр Белавский (1967)
13. Игумения Рафаила (Певицкая) (1972)
14. Протоиерей Борис Старк (1975)[4]
15. Архимандрит Иероним (Зиновьев) (1977)[5]
16. Протопресвитер Матфей Стаднюк (1977)[5]
17. Архимандрит Трифон (Кревский) (1977)[5]
18. Архимандрит Исаакий (Виноградов) (1978)[6]
19. Протопресвитер Виталий Боровой
20. Архимандрит Григорий (Чирков) (1982)[7]
21. Протоиерей Василий Копычко (1984)[8]
22. Протоиерей Ростислав Лозинский (1984)
23. Архимандрит Константин (Хомич) (1986)
24. Архимандрит Иоанн (Маслов) (1988)
25. Протоиерей Лев Махно (1990)
26. Схиархимандрит Серафим (Томин) (2000)[9]
27. Протоиерей Павел Красноцветов (2011)[10]
28. Протопресвитер Владимир Диваков (2012)[11]
29. Протоиерей Николай Дятлов (2013)[12]
30. Протоиерей Иоанн Мисеюк (2013)[13]
31. Протоиерей Николай Смирнов (2014)[14]
32. Протоиерей Михаил Юримский (2014)[15]
33. Протоиерей Николай Марковский (2014)[16]
34. Протоиерей Леонид Ролдугин (2015)[17]
35. Протоиерей Владимир Воробьёв (2016)[18]
36. Игуменья Сергия (Конкова) (2016)[19]
37. Протоиерей Иоанн Хорошевич (2018)[20]
38. Протопресвитер Анатолий Ракович (2019)[21]
39. Протоиерей Иоанн Гейт (2019)[21]

## Константинопольская православная церковь
1. Схиархимандрит Иеремия (Алёхин) (2013)[22]